# NGC 7729
NGC 7729 је спирална галаксија у сазвежђу Пегаз која се налази на NGC листи објеката дубоког неба.
Деклинација објекта је + 29° 11' 17" а ректасцензија 23h 40m 33,6s. Привидна величина (магнитуда) објекта NGC 7729 износи 13,5 а фотографска магнитуда 14,4. Налази се на удаљености од 82,727 милиона парсека од Сунца. NGC 7729 је још познат и под ознакама UGC 12730, MCG 5-55-46, CGCG 497-47, PGC 72083.